# Xandarellidae
Gli Xandarellidi (Xandarellidae Xianguang & Bergström, 1997) sono un gruppo di artropodi estinti, affini ai trilobiti. Vissero nel Cambriano inferiore (circa 520 milioni di anni fa) e i loro resti sono esclusivi della Cina.

## Descrizione
Questi animali, lunghi in media pochi centimetri, possedevano un corpo di forma generalmente allungata, costituito da numerosi segmenti (tergiti). Lo scudo cefalico era ben definito e possedeva un paio di occhi peduncolati (anche se in alcune forme gli occhi erano privi di peduncoli). La coda era spesso dotata di un aculeo, e in alcune forme (ad es. Sinoburius) era molto simile a quella dei trilobiti. Al contrario di questi ultimi, però, non era presente un asse mediano ben definito. Le zampe erano disposte sotto il corpo e corrispondevano, in numero, ai segmenti corporei.

## Classificazione
Gli xandarellidi fanno parte di un gruppo di artropodi noti come trilobitomorfi, che comprendono i veri trilobiti e anche altri piccoli gruppi come i naraoiidi, i tegopeltidi, i liwiidi, gli emucaridi e gli elmetiidi. Tra gli xandarellidi vi erano forme allungate (Xandarella, Cindarella) e corte (Squamacula), mentre altre ricordavano moltissimo i trilobiti veri e propri (il già citato Sinoburius). Tutti i fossili provengono dal ben noto giacimento di Maotianshan (Cina).